# جودي ويلسون رايبولد
جودي ويلسون رايبولد (بالإنجليزية:Jody Wilson-Raybould)(من مواليد 23 تموز 1971), والمعروفة أيضاً بالأحرف الأولى من اسمها JWR وباسمها Kwak'wala Puglaas, محامية وسياسية كندية عملت كعضو في البرلمان لركوب كولومبيا البريطانية (B.C.) فانكوفر جرانفيل منذ الانتخابات الفيدرالية لعام 2015 . شغل ويلسون رايبولد منصب مستقل منذ عام 2019. كانت عضواً سابقاً في الحزب الليبرالي - شغلت منصب وزيرة العدل والمدعي العام من 2015 إلى 2019, ولفترة وجيزة كوزيرة قدامى المحاربين ووزيرة مشاركة للدفاع الوطني في عام 2019 - حتى غادرت التجمع وسط قضية SNC-Lavalin .
قبل الدخول في السياسة الفيدرالية, كانت مدعية عامة إقليمية في كولومبيا البريطانية, ومفوضة معاهدة ورئيسة إقليمية لجمعية الأمم الأولى في كولومبيا البريطانية.

## النشأة والتعليم
والدة ويلسون-رايبولد أوروبية-كندية وأبيها من نسل شعوب Musgamagw Tsawataineuk و Laich-kwil-tach, والتي تعد جزءً من Kwakwakaʼwakw, والمعروفة أيضاً باسم الشعوب الناطقة Kwak'wala. هي عضو في We Wai Kai Nation. ويلسون رايبولد يحمل اسم كواكوالا بوغلاس الذي يترجم تقريباً إلى «امرأة ولدت لأشخاص نبيل».
ويلسون رايبولد هي ابنة بيل ويلسون, وهو سياسي ومحامي وراثي للأمم الأولى, وساندرا ويلسون, معلمة. على التلفزيون الوطني الكندي في عام 1983, أبلغ والد ويلسون رايبولد رئيس الوزراء آنذاك بيير إليوت ترودو أن ابنتيه تأملان في أن تصبحا محاميتين ثم رئيسة الوزراء في يوم من الأيام. ولدت في مستشفى فانكوفر العام, انفصل والداها عندما كانت ويلسون-رايبولد طفلة صغيرة وربتها والدتها  في جزيرة فانكوفر, حيث التحقت بمدرسة روبرت سكوت الابتدائية في بورت هاردي, كولومبيا البريطانية, حيث كانت والدتها تدرس أيضاً, و كوموكس في وقت لاحق, كولومبيا البريطانية, وتخرج من مدرسة هايلاند الثانوية.
درست ويلسون رايبولد العلوم السياسية والتاريخ في جامعة فيكتوريا حيث حصلت على درجة البكالوريوس في الآداب عام 1996. ثم درست للحصول على درجة في القانون من كلية الحقوق بجامعة كولومبيا البريطانية . تزوجت تيم رايبولد (مواليد 1966), مستشار الأمم الأولى وعالم الضغط وعالم الأنثروبولوجيا الاجتماعية, في 29 تشرين الثاني 2008

## حياة مهنية

### المدعي العام للتاج (2000-2003)
ويلسون رايبولد محامٍ من حيث المهنة, وتم استدعاؤه إلى نقابة المحامين في عام 2000 بعد أن عمل في مكتب المحاماة كونيل لايتبودي في فانكوفر. كانت مدعية عامة إقليمية في المحكمة الجنائية في الشارع الرئيسي في فانكوفر في وسط المدينة الشرقي, أفقر أحياء كندا, لمدة ثلاث سنوات من 2000 إلى 2003. وصفتها محامية الدفاع تيري لا ليبرتي بأنها مدعية عامة ذكية وعادلة وماهرة تعاملت مع المتهمين برأفة قائلة: «لقد تحدثت بالفعل إلى الأشخاص المتضررين. لقد عملت مع هؤلاء الأشخاص واتخذت خيارات بشأن مستقبلهم بطريقة هادفة حقاً». وصفها ويلسون رايبولد بأنها تجربة مدهشة, قائلة: «كنت أعرف دائماً أن هناك تمثيلاً مفرطاً للشعوب الأصلية والأشخاص المستضعفين في نظام العدالة الجنائية, لكن من المؤكد أنه أصبح أكثر وضوحًا بالنسبة لي لكوني هناك لمدة أربع سنوات تقريباً .» كما قالت إن تجربتها كمدعية أعادت تأكيد التزامها بالخدمة العامة وأهميتها.

### لجنة معاهدة .B.C
في عام 2003, شغلت منصب مستشار العمليات في لجنة معاهدة BC, وهي هيئة تم إنشاؤها للإشراف على المفاوضات بشأن المعاهدات الحديثة بين الأمم الأولى والتاج. في عام 2004, تم انتخابها مفوضة من قبل رؤساء قمة الأمم الأولى. عملت كمفوضة لما يقرب من سبع سنوات, قضت عام ونصف منها كرئيسة مفوضين بالإنابة, واكتسبت سمعة في جمع الأطراف المتنازعة معًا في عملية التفاوض المعقدة بشأن المعاهدة. قال مدير العلاقات مع السكان الأصليين لأول مرة في مدينة فانكوفر  جينجر جوسنيل مايرز, ثم ممثل الشباب في الموائد المستديرة التي نظمها ويلسون-رايبولد, إن العمل معها كشابة «شعرت وكأنني سمعت لأول مرة في عملية كان ذلك عادة استثناء. لقد بذلت قصارى جهدها للتأكد من أن هذا التنوع قد انعكس». بصفتها مفوضة, ساعدت في تقديم عدد من جداول المعاهدات, بما في ذلك Tsawwassen First Nation, والتي أصبحت الأولى في كولومبيا البريطانية التي توصلت إلى معاهدة بموجب عملية معاهدة B.C. ساعد ويلسون رايبولد أيضاً في إنشاء «مائدة مشتركة» من 60 بالإضافة إلى الأمم الأولى والتاج.

### نحن مجلس واي كاي
تم انتخاب ويلسون رايبولد لعضوية مجلس أمة وي واي كاي في كانون الثاني 2009, وهو الدور الذي تنسب إليه الفضل في تعزيز فهمها والتزامها بالعمل على مستوى المقاطعات والمستوى الوطني للدفاع عن حكم الأمم الأولى. بصفتها مستشارة في We Wai Kai, لعبت دوراً أساسياً في مساعدة مجتمعها على تطوير قانون للأراضي والخروج من القانون الهندي. نتيجة لهذا العمل, تم تعيينها كممثلة لبلدها في المجلس الاستشاري الوطني لأراضي الأمم الأولى (LAB), وتم انتخابها لاحقاً من بين أقرانها لعضوية مجلس إدارة LAB بالإضافة إلى كونها عضواً في المالية لجنة.
بصفتها عضواً في مجلس We Wai Kai Nation, كان ويلسون-رايبولد أيضاً مركزياً في We Wai Kai لتطوير قانون الإدارة المالية (إنشاء الشفافية والمساءلة من خلال الإطار التنظيمي لوضع الميزانيات والتحكم في النفقات), حيث تولى سلطات ضرائب الممتلكات في ظل الإدارة المالية للأمم الأولى قانون  وأصبح عضواً مقترضاً في هيئة تمويل الأمم الأولى (FNFA). تم تعيين ويلسون رايبولد كممثل We Wai Kai في FNFA. انتخب الأعضاء المقترضون من FNFA ويلسون رايبولد رئيساً في 2013 و 2014 و 2015. FNFA هي مؤسسة غير هادفة للربح تجمع متطلبات الاقتراض العام للأمم الأولى المؤهلة وتصدر سندات على أساس قوة الائتمان المركزي. تحت ويلسون رايبولد, أصدرت FNFA أول إصدار لها في عام 2014 بمبلغ 96 دولاراً مليون. أعيد فتح هذه المشكلة في عام 2015 بإضافة 50 دولاراً إضافياً مليون.

### B.C. جمعية الأمم الأولى
تم انتخاب ويلسون رايبولد لأول مرة رئيساً إقليمياً لجمعية الأمم الأولى في كولومبيا البريطانية في عام 2009. يتم انتخاب الزعيمة الإقليمية من قبل 203 الأمم الأولى في كولومبيا البريطانية ويُنسب لها الفضل في جمع الرؤساء معًا, وهو ما انعكس في إعادة انتخابها رئيسةً إقليمية في تشرين الثاني 2012. فازت في الاقتراع الأول بما يقرب من 80٪ من الأصوات.
كرئيس إقليمي, ركز ويلسون رايبولد على الحاجة إلى بناء الدولة والحكم الرشيد وتمكين الشعوب الأصلية من اتخاذ الخطوات العملية اللازمة لتنفيذ إعلان الأمم المتحدة بشأن حقوق الشعوب الأصلية وتحقيق الوعد بالاعتراف بالسكان الأصليين. وحقوق المعاهدات في القسم 35 من <i id="mwew">قانون الدستور, 1982</i>. ركزت على المصالحة بين الأمم الأولى ومقاطعة كولومبيا البريطانية وكندا من خلال تقديم 1) قضية الحكم القوي والمناسب للأمم الأولى, 2) الوصول العادل إلى الأراضي والموارد, 3) تحسين التعليم و 4) صحة الفرد. في عامي 2011 و 2012, شاركت ويلسون رايبولد في تأليف مجموعة أدوات الحوكمة الصادرة عن منظمة BCAFN: دليل لبناء الأمة. الجزء 1 من مجموعة أدوات الحوكمة - تقرير الحوكمة, الذي تم الإشادة به باعتباره التقرير الأكثر شمولاً من نوعه في كندا, والذي يحدد ما تفعله الأمم الأولى في كولومبيا البريطانية فيما يتعلق بنقل حكمها من القانون الهندي إلى ما بعد- عالم استعماري قائم على الاعتراف بحق السكان الأصليين وحقوقهم.
في عام 2012, أطلق ويلسون رايبولد و BCAFN الجزء الثاني من مجموعة أدوات الحوكمة - التقييم الذاتي للحوكمة والجزء الثالث - دليل المشاركة المجتمعية: التنقل في طريقنا إلى ما بعد باب ما بعد الاستعمار. في عام 2014, تم إصدار الطبعة الثانية من تقرير الحوكمة. في عام 2015, أصدر ويلسون رايبولد و BCAFN دليل مستخدم لمجموعة أدوات حوكمة BCAFN: دعم قادة التغيير.
تولى ويلسون-رايبولد مسؤوليات حافظة في الجمعية التنفيذية الوطنية للأمم الأولى للحوكمة وبناء الدولة, ولجنة الرؤساء المعنية بالمطالبات (بما في ذلك الإضافات إلى الاحتياطي والمطالبات المحددة) وترأس الفريق العامل المشترك للمطالبات الشاملة. خلال ولايتها الأولى كرئيس إقليمي, عملت ويلسون رايبولد مع زملائها, بما في ذلك السناتور جيري سانت جيرمان لتقديم بيل S-212, قانون الاعتراف بالحكم الذاتي للأمم الأولى. كان من الممكن أن يوفر مشروع القانون العام لمجلس الشيوخ آلية للاعتراف بالأمم الأولى من قبل الحكومة الفيدرالية على أنها «تتمتع بالحكم الذاتي» بعد وضع دستور داخلي وبعد تصويت المجتمع على مقترح الحكم الذاتي. فاتورة الفاتورة على ورقة الطلب.
شاركت ويلسون-رايبولد في اجتماع التاج والأمم الأولى لعام 2012 لتوصيل رسالة قوية حول الحاجة إلى حل قضايا الأمم الأولى بما في ذلك الحاجة إلى إصلاح الحكم والانتقال إلى ما بعد القانون الهندي لدعم اقتصاد قوي. في أعقاب احتجاجات Idle No More وعلى الرغم من الانتقادات من بعض قادة First Nation, شاركت ويلسون رايبولد في محادثات رفيعة المستوى مع رئيس الوزراء آنذاك ستيفن هاربر . وأعربت عن قلقها من إحراز تقدم ضئيل للغاية على الصعيد الوطني بشأن قضايا الأمم الأولى منذ اجتماع الأمم الأولى عام 2012 - ولي العهد واقترحت حلولاً ملموسة لهذه القضايا.[بحاجة لمصدر] أوضحت رسالتها بشكل مباشر للغاية على النحو التالي: المجتمعات التي تحكم بشكل جيد تعمل ببساطة بشكل أفضل اقتصادياً واجتماعياً وسياسياً من تلك التي لا تفعل ذلك. يزيد الحكم الرشيد من فرص المجتمعات في تلبية احتياجات شعوبها وتطوير تنمية اقتصادية مستدامة طويلة الأجل, وأن الأمم الأولى لا تختلف.
تعزو ويلسون رايبولد عدم إحراز تقدم من قبل حكومة المحافظين خلال هذا الوقت باعتباره أحد دوافعها للترشح للانتخابات الفيدرالية الليبرالية في الانتخابات الفيدرالية لعام 2015.

### التطوع
شغلت ويلسون رايبولد منصب مديرة جامعة كابيلانو. بصفتها عضواً سابقاً في مجلس إدارة مؤسسة مينيرفا لنساء كولومبيا البريطانية (2008-2010), كانت ويلسون رايبولد دوراً أساسياً في تطوير «مبادرة الجمع بين قوتنا»  - وهي شراكة لنساء الشعوب الأصلية وغير الأصلية. بالإضافة إلى واجباتها كمديرة للمجلس الاستشاري للأراضي ورئيسة الهيئة المالية للأمم الأولى, كانت ويلسون رايبولد أيضاً مديرة لمركز نوويمباليس الثقافي منذ عام 2013.
تحدث ويلسون رايبولد علناً عن مواضيع مثل قانون السكان الأصليين والمعاهدات والبيئة والشفافية المالية والحكم الرشيد والمصالحة. قبل السياسة الفيدرالية, قدمت العديد من العروض أمام اللجان البرلمانية بما في ذلك اللجنة الدائمة لمجلس الشيوخ لحقوق الإنسان, واللجنة الدائمة لمجلس الشيوخ بشأن الشعوب الأصلية, واللجنة الدائمة لمجلس العموم بشأن الشعوب الأصلية والتنمية الشمالية. سافر ويلسون رايبولد كثيراً للعمل على قضايا حقوق الشعوب الأصلية والقيادة, بما في ذلك الفلبين وتايوان وإسرائيل.

## السياسة الفيدرالية

### الترشيح والترشيح
كانت ويلسون رايبولد الرئيس المشارك للمؤتمر الليبرالي لعام 2014 الذي عقد في مونتريال, كيبيك, كندا. حصلت على الترشيح لفانكوفر جرانفيل في 31 تموز 2014. شوهدت ويلسون رايبولد على مقربة من الزعيم الليبرالي جاستن ترودو الذي اقترب منها للترشح للليبراليين خلال الاجتماع العام السنوي لعام 2013 في وايت هورس. تشمل مجالات اهتماماتها الأساسية واختصاصاتها: الإصلاح الديمقراطي, وتحقيق التوازن بين البيئة والاقتصاد, وشؤون السكان الأصليين والإسكان الميسور التكلفة. زارت ويلسون رايبولد Great Bear Rainforest مع جاستن ترودو في عام 2014.
بعد الإعلان عن الترشيح, زعم الزعيم Isadore Day of the Serpent River First Nation (الموجود في أونتاريو) أن ويلسون-رايبولد كان في تضارب في المصالح من خلال الاستمرار في العمل كرئيس إقليمي أثناء عقد ترشيح الحزب الليبرالي. نفت ويلسون رايبولد أن قرارها الترشح قد أدى إلى نشوب صراع. رداً على ادعاء الرئيس داي, تبنت جمعية الأمم الأولى في كولومبيا البريطانية قراراً بالإجماع لدعم ويلسون رايبولد, وأعربت عن ثقتها الكاملة في أنها ستتمكن من الاستمرار في أداء واجباتها كرئيس إقليمي بينما تعمل أيضاً كمرشح ليبرالي. احتشد العديد من أنصار الأمم الأولى خلف ويلسون رايبولد على وسائل التواصل الاجتماعي, واصفين إياها بالشخصية التي يمكنها إجراء "تغييرات من الداخل" وانتقدوا بشدة رئيس داي للتدخل في شؤون كولومبيا البريطانية. "الزعيم Isadore Day لديه وقت لكتابة رسائل حول BC, بينما مجتمعه يناضل؟ كتب أحد أعضاء Serpent River First Nation في منشور على فيسبوك. قالت ويلسون رايبولد إنها ستأخذ إجازة خلال الحملة وإذا نشأ صراع قبل ذلك, فإنها ستستقيل.
استقالت ويلسون رايبولد من منصب الرئيس الإقليمي في حزيران 2015 وفقاً لخطة الانتقال التي تمت الموافقة عليها في أيلول 2014 بإجماع الرؤساء بعد ترشيحها.

### انتخابات 2015
تم انتخاب ويلسون رايبولد في الانتخابات العامة في 19 تشرين الأول 2015 وحصلت على 43.9٪ من الأصوات.

### وزير العدل والنائب العام (2015-2019)
بدأت ويلسون رايبولد العمل كوزيرة العدل والمدعي العام لكندا (MOJAG) في 4 تشرين الثاني 2015, لتصبح أول امرأة من السكان الأصليين وثالث امرأة تشغل هذا المنصب. في 12 تشرين الثاني 2015, قدم رئيس الوزراء جاستن ترودو إلى ويلسون-رايبولد خطاب تفويضها, والذي طلب منها تنفيذ, من بين أمور أخرى, الرد على قرار المحكمة العليا الكندية بشأن المساعدة الطبية في الاحتضار, ومراجعة إستراتيجية التقاضي الحكومية., إجراء مراجعة للتغييرات في نظام العدالة الجنائية وإصلاحات الأحكام على مدى العقد الماضي (بما في ذلك النظر في زيادة استخدام عمليات العدالة التصالحية وغيرها من المبادرات لتقليل معدل الحبس بين الكنديين الأصليين), وخلق عملية لإضفاء الشرعية و تنظيم الحشيش بصرامة, واستعادة برنامج تحديات المحكمة الحديث, وإدخال تشريعات حكومية لإضافة الهوية الجنسية كأساس محظور للتمييز بموجب القانون الكندي, وإصلاح عملية ترشيح المحكمة العليا لكندا لضمان شفافية وشمولية وخاضعة للمساءلة أمام الكنديين. في كانون الأول 2016, قدمت مع رالف جودال, وزير السلامة العامة والاستعداد للطوارئ, الورقة الخضراء للأمن القومي, «أمننا, حقوقنا: الورقة الخضراء للأمن القومي, 2016», ورقة استشارية تهدف إلى إعلام مزيد من المناقشة العامة حول قضايا الأمن القومي.
خلال الأشهر الستة الأولى من ولايتها, قدمت تشريعًا رئيسياً بشأن المساعدة الطبية في الموت, وهو أحد التزامات خطاب التفويض الرئيسية الخاصة بها. بالتعاون مع زميلتها, وزيرة الصحة جين فيلبوت, قادت ويلسون رايبولد الجهود لتمرير مشروع القانون C-14, الذي حصل على الموافقة الملكية في 17 حزيران 2016.
قدم ويلسون رايبولد أيضاً مشروع القانون C-16, الذي عدل قانون حقوق الإنسان الكندي لإضافة الهوية الجنسية والتعبير الجنساني إلى قائمة الأسباب المحظورة للتمييز, والتي كانت التزاماً رئيسياً آخر برسالة التفويض. كما عدل التشريع قانون العقوبات لتوسيع الحماية من الدعاية الكراهية, وحصل على موافقة ملكية في 16 حزيران 2017.

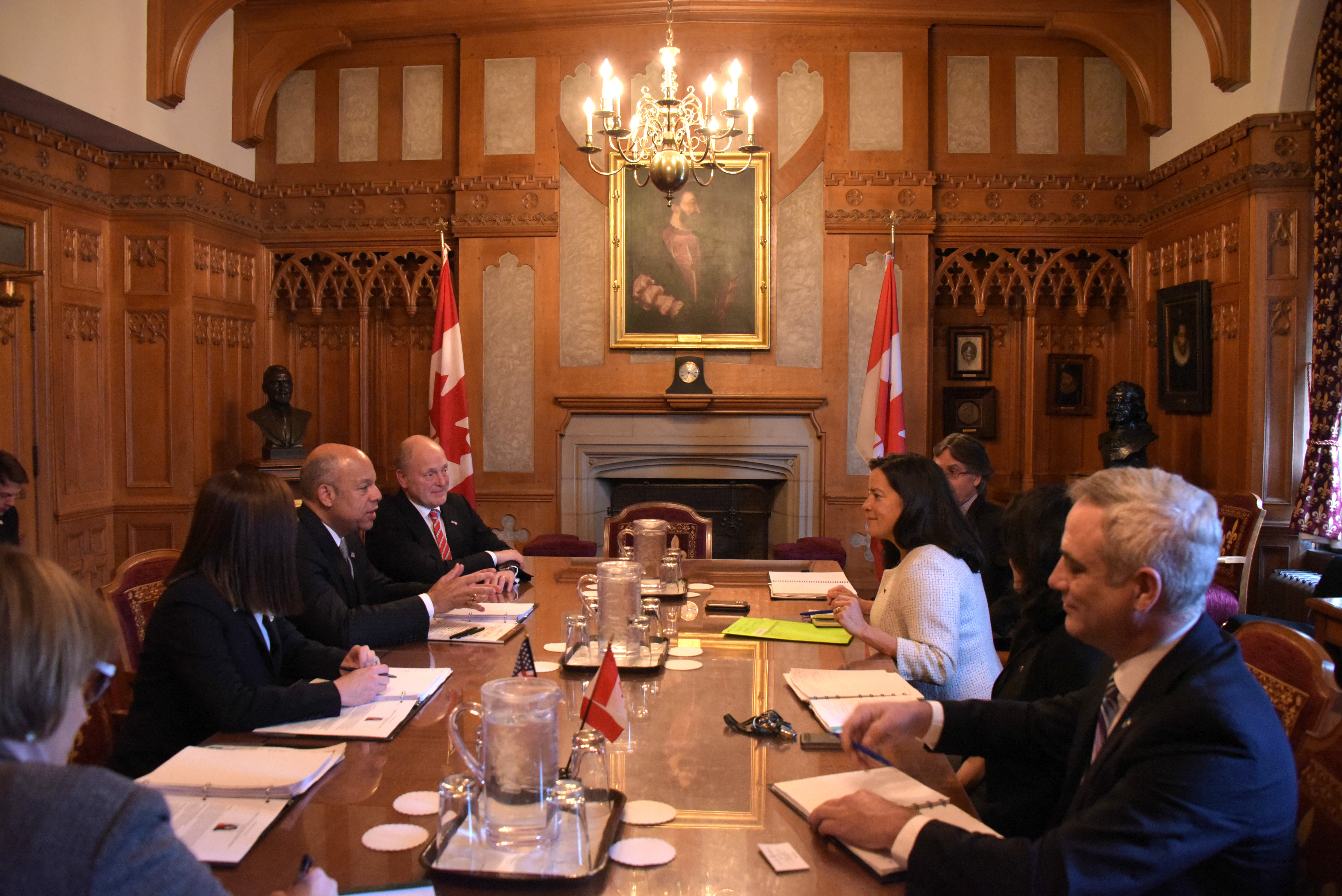
لقاء مع وزير الأمن الداخلي الأمريكي جيه جونسون في أوتاوا في 26 تشرين الأول 2016

وقد دعت رسالة التفويض الخاصة بها إلى مراجعة إستراتيجية التقاضي الحكومية «لإنهاء الطعون أو المواقف غير المتوافقة مع التزامات الحكومة, أو ميثاق الحقوق والحريات, أو القيم الكندية». كجزء من هذا الالتزام, أصدرت في 11 كانون الثاني 2019 التوجيه بشأن التقاضي المدني الذي يشمل الشعوب الأصلية. يوجه التوجيه النهج القانونية للحكومة الكندية والمواقف والقرارات المتخذة في الدعاوى المدنية المتعلقة بحقوق السكان الأصليين وحقوق المعاهدات, والتزام التاج تجاه الشعوب الأصلية. في عام 2017, قامت بنشر أول عام قضائي قيد المراجعة مع إصدار لاحق في عام 2018.
في شباط 2017, عين رئيس الوزراء ترودو ويلسون رايبولد رئيساً لمجموعة العمل الوزارية المعنية بمراجعة القوانين والسياسات المتعلقة بالشعوب الأصلية, وهي مجموعة عمل وزارية مسؤولة عن مراجعة القوانين والسياسات الفيدرالية التي تؤثر على حقوق الشعوب الأصلية. ومن خلال التشاور مع مجموعات وخبراء السكان الأصليين, اعتمد الفريق العامل مبادئ احترام علاقة حكومة كندا بالشعوب الأصلية لتوجيه عملهم. تم إصدار هذه المبادئ في 14 تموز 2017, وكانت موضوع تعليق كبير. قام ويلسون رايبولد بتأليف مقال رأي حول هذا الموضوع في The Globe and Mail  وخصص خطاباً رئيسياً لجمعية الجمعية العامة السنوية للأمم الأولى حول المبادئ وأهميتها.
كوزيرة للعدل, قدمت ويلسون رايبولد بيل قانون القنب في 13 نيسان 2017. بعد تمريره من قبل البرلمان في حزيران 2018, مكّن من إضفاء الشرعية على القنب على مستوى البلاد في تشرين الأول من نفس العام. يجعل مرور C-45 كندا الدولة الثانية التي تقنن الاستخدام الترفيهي للقنب. القانون الجديد يضفي الشرعية على القنب وينظم بصرامة ويتحكم في الحصول على القنب ودخل حيز التنفيذ في 17 تشرين الأول 2018.
في 13 نيسان 2017, قدم ويلسون رايبولد أيضاً مشروع قانون C-46, وهو الإصلاح الأكثر شمولاً لنظام النقل في القانون الجنائي منذ أكثر من 40 عاماً, بما في ذلك القيادة مع إدمان المخدرات والكحول. قيل أن الإصلاحات خلقت نظاماً جديداً وحديثاً ومبسطاً وأكثر تماسكاً لردع واكتشاف القيادة التي تعاني من المخدرات والكحول بشكل أفضل. كان مشروع قانون C-46 ملحوظًا في تقديم حدود للقيادة مع إعاقة تعاطي المخدرات, والسماح بفحص الكحول الإلزامي على جانب الطريق. حصل مشروع القانون على الموافقة الملكية في حزيران 2018.
كجزء من ولايتها المتمثلة في «الاضطلاع بجهود التحديث لتحسين كفاءة وفعالية نظام العدالة الجنائية», ويلسون رايبولد مشروع قانون C-75, مجموعة من الإصلاحات القانونية للتعامل مع حالات التأخير في الجرائم الجنائية. نظام العدالة. تضمن مشروع القانون أيضاً تشريعات أخرى لم تتقدم في القراءة الأولى في مجلس العموم. وشملت هذه الفواتير C-28 (رسوم الضحية الإضافية) و C-38 (الاتجار بالبشر) و C-39 (تنظيف الميثاق). يتناول مشروع القانون C-75 مجالات مثل إصلاح الكفالة, وإدارة جرائم العدالة, والتغييرات في التحقيقات الأولية, واختيار هيئة المحلفين, وإعادة تصنيف الجرائم. تضمن مشروع القانون C-75 تعديلاً لإنهاء استخدام التحديات القطعية . جاء تقديم مشروع القانون بعد فترة وجيزة من قرار مثير للجدل صدر في محاكمة جيرالد ستانلي. تمت تبرئة جيرالد ستانلي, وهو مزارع من غير السكان الأصليين, في مقتل كولتون بوشي, وهو رجل كري يبلغ من العمر 22 عاماً, في باتلفورد, ساسكاتشوان. تم إصدار القرار من قبل هيئة محلفين مكونة من البيض بالكامل بعد القضاء على عدد قليل من المحلفين المحتملين من أصول أصلية والذين تم الإبلاغ عنهم لواجب هيئة المحلفين من خلال الطعون القطعية. أثارت تغريدة ويلسون-رايبولد رداً على الحكم جدلاً كبيراً مع مزاعم تقويض نظام العدالة من خلال التشكيك في حكم هيئة المحلفين, بينما أيد آخرون تعاطفها والتزامها بضمان العدالة لجميع الكنديين. واصل ويلسون رايبولد الإشراف على إصلاحات واسعة ومراجعة لنظام العدالة الجنائية في كندا.
قدمت ويلسون رايبولد أيضاً بيل C-51, الذي حصل على الموافقة الملكية ودخل حيز التنفيذ في 13 كانون الأول 2018. كان مشروع قانون C-51 أول تحديث لقوانين الاعتداء الجنسي منذ أكثر من 25 عاماً. يوضح قانون الاعتداء الجنسي, ويعالج المخاوف المتعلقة بكيفية تطبيق القانون في الممارسة العملية. بالإضافة إلى ذلك, فهي تلغي أحكام القانون الجنائي التي ألغتها المحاكم الكندية وتدون بعض الأحكام القضائية للمحكمة العليا. عدل مشروع القانون C-51 قانون وزارة العدل ليُنشئ التزاماً للحكومة بتقديم بيان ميثاق لكل قطعة من التشريعات المقترحة تحدد تأثيرها على الحقوق المحمية في الميثاق الكندي للحقوق والحريات .
في مايو 2018, قدمت ويلسون رايبولد Bill C-78, وهو أول تعديل رئيسي لقانون الأسرة الكندي منذ أكثر من 20 عاماً. وقالت إن مشروع القانون C-78 يهدف إلى تعزيز المصالح الفضلى للطفل وجعل نظام العدالة الأسري الكندي أكثر سهولة وفعالية, مع معالجة قضايا مثل فقر الأطفال والوصول إلى العدالة والعنف الأسري. يكمل هذا التشريع الموارد القضائية لمحاكم الأسرة الموحدة المُعلن عنها في ميزانية 2018, وهو التزام في خطاب التفويض الصادر عن وزير العدل والمدعي العام لكندا.
في دورها كوزيرة للعدل والمدعي العام لكندا, قدمت ويلسون رايبولد أيضاً مشروع قانون C-84, وهو قانون لتعديل القانون الجنائي (العلاقات البهيمية ومصارعة الحيوانات) في 18 تشرين الأول 2018. تهدف التغييرات المقدمة في هذا التشريع إلى تعديل القسم 160 من القانون الجنائي, والذي يضيف تعريفاً للحيوانات على أنها أي اتصال لغرض جنسي بين شخص وحيوان. يعدل مشروع القانون C-84 أيضاً القسم 445.1 (1) (ب) و 447 الذي يعدل القوانين الحالية والقائمة المتعلقة بمصارعة الحيوانات. تهدف التعديلات الجديدة إلى تضمين تربية أو تدريب حيوان على محاربة حيوان آخر, أو بناء أو صيانة ساحة قتال الحيوانات, أو الترويج أو الترتيب أو تلقي الأموال لمحاربة الحيوانات كجرائم بموجب هذا القسم من القانون الجنائي. رمز.
في تشرين الأول 2016, أشرف ويلسون رايبولد على التغييرات في عملية تعيين القضاة في جميع أنحاء كندا, مع الهدف المعلن لضمان أن العملية «شفافة وخاضعة للمساءلة أمام الكنديين, وتعزز تنوعًا أكبر على مقاعد البدلاء». على سبيل المثال, أدخلت الحكومة تغييرات على هيكل وتشكيل اللجان الاستشارية القضائية, المكلفة بتقييم المرشحين الذين يتقدمون إلى المحكمة. بالإضافة إلى ذلك, بدأت الحكومة في جمع ونشر الإحصاءات الديموغرافية المتعلقة بالمتقدمين والمعينين القضائيين. في حزيران 2018, أفيد أن الحكومة كانت «تعين النساء على مقاعد البدلاء بمعدل غير مسبوق». قدم ويلسون رايبولد عملية جديدة للتعيينات في المحكمة العليا لكندا . اتخذت الحكومة موقفاً مفاده أن القضاة المعينين في المحكمة العليا لكندا يجب أن يكونوا ثنائيي اللغة وظيفياً. تم تعيين القاضي الأول بموجب العملية الجديدة, القاضي مالكولم رو من نيوفاوندلاند ولابرادور, اليمين في 31 تشرين الأول 2016. أعلن رئيس الوزراء جاستن ترودو عن اسم تعيينه الثاني في المحكمة العليا لكندا, القاضي شيلا مارتن من ألبرتا, في 29 تشرين الثاني 2017.
في عام 2018, أمر ويلسون رايبولد بإجراء مراجعة داخلية وخارجية لتسليم حسان دياب إلى فرنسا. تم التسليم في عهد أحد أسلافها, روب نيكلسون . وانتقد محامي دياب, دونالد باين, المراجعة الداخلية, قائلاً إن محامي وزارة العدل الذي أجرى المراجعة الداخلية كان في تضارب في المصالح لأنه لعب دوراً في التسليم. تم تعيين موراي سيغال, المدعي العام السابق لأونتاريو, لإجراء المراجعة الخارجية. أكمل مراجعته بعد أن أنهت ويلسون رايبولد فترة عملها كمدعي عام. برأت المراجعة المدعين الكنديين من ارتكاب أي مخالفات, لكنها قدمت أيضاً توصيات لتحسين عملية التسليم. ووصف باين المراجعة بأنها «تبرئة».
كما تعرضت ويلسون رايبولد لانتقادات من محامي جلين أسون, الذي قال إنها تأخرت لمدة 18 شهراً في التصرف بناءً على توصية وزارة العدل بأن يتلقى محاكمة جديدة. وأوصى خليفتها, ديفيد لاميتي, بإجراء محاكمة جديدة, أدت في النهاية إلى إطلاق سراح أسون. بالإضافة إلى ذلك, أشار المدعي العام, مارك سكوت, في محاكمة أسون الجديدة, إلى ما أسماه «الفترة الطويلة منذ أن كان قرار الوزير معلقاً».
عند انتقالها إلى وزارة شؤون المحاربين القدامى بكندا, أصدرت ويلسون رايبولد بياناً عاماً أوجز معالمها كوزيرة العدل والمدعي العام السابقة, وذكرت أن المدعي العام يجب أن يكون «غير حزبي, وأكثر شفافية في المبادئ التي هي أساس القرارات, وفي هذا الصدد, على استعداد دائم لقول الحقيقة للسلطة».

### وزير شؤون المحاربين القدامى (2019)
في 14 كانون الثاني 2019, قام ترودو بتعديل وزاري, حيث قام بتعيين ويلسون رايبولد حقيبة شؤون المحاربين القدامى. كان يُنظر إلى هذه الخطوة على أنها خفض رتبة, وكان يُعتقد في البداية أنها مرتبطة بمواقف ويلسون رايبولد بشأن المصالحة بين السكان الأصليين ؛ وصفها دون مارتن, مضيف Power Play على قناة CTV الإخبارية, بأنه «عمل ناجح» واقترح أنه قد يكون بسبب انتقادها لوتيرة المصالحة في ظل حكومة ترودو, في حين أن رئيس اتحاد رؤساء الهند في كولومبيا البريطانية, غراند وصف الرئيس ستيوارت فيليب القرار بأنه «مخيب للآمال ومثير للقلق», قائلاً: «إن عزل هؤلاء الوزراء الناقدين والمحترمين, خلال فترة نزاع وتوتر كبير, يدل على افتقار ترودو إلى العزم على معالجة علاقة كندا المؤسفة مع الشعوب الأصلية.»    في بيان مكتوب, قالت ويلسون رايبولد إنها لن تتحدث عن الخلط, لكنها تحدثت عن عملها كوزيرة للعدل, وعن المسؤوليات الفريدة لوزير العدل والدور النائب العام في الحكومة الكندية, وعن اهمية تجنب مظهر التدخل السياسي.
استقالت من حكومة ترودو في 12 شباط 2019.

### قضية SNC-Lavalin
في 8 شباط 2019, ذكرت صحيفة The Globe and Mail أن مصادر قريبة من الحكومة قالت إن مكتب رئيس الوزراء حاول التأثير على ويلسون رايبولد فيما يتعلق بالمقاضاة المستمرة لـ SNC-Lavalin عندما كانت وزيرة العدل والمدعي العام. عندما سُئل جاستن ترودو عن المزاعم, قال إن القصة في The Globe and Mail كاذبة وأنه لم «يوجه» ويلسون رايبولد أبداً فيما يتعلق بالقضية. لم يعلق ويلسون رايبولد على الأمر, مستشهداً بامتياز المحامي والعميل. استقالت من حكومة ترودو في 12 شباط. قال ترودو إنه لا يتوقع استقالتها وأعرب عن خيبة أمله بشأن قرارها, لأنه لا يعكس المحادثات التي أجروها خلال اجتماعاتهم الأخيرة. بعد استقالة ويلسون رايبولد, أعرب ترودو عن رأيه في أن حكومته التزمت بجميع القواعد, وقامت بعملها بشكل صحيح, وأنه إذا كان أي شخص داخل الحكومة - بما في ذلك النائب العام السابق - شعرت بخلاف ذلك, فإن المسؤولية تقع على عاتق ويلسون رايبولد لمعالجة هذه المخاوف مباشرة له أو مفوض تضارب المصالح والأخلاقيات. قامت بتعيين توماس ألبرت كرومويل كمستشار من أجل تحديد نطاق المعلومات التي سُمح لها بمشاركتها مع الجمهور.
جاء الدعم من جميع أنحاء كندا على وسائل التواصل الاجتماعي, حيث حققت #StandWithJody 463000 انطباع بين 14 و 24 شباط,  بينما وصلت مصداقيتها الشعبية في هذه القضية إلى 73٪, وفقاً لاستطلاع Public Square Research في 14 شباط.
في 20 شباط, خاطب ويلسون رايبولد مجلس العموم على أمل «أن تتاح لي الفرصة لقول الحقيقة». في 27 شباط, أدلى جودي ويلسون رايبولد بشهادة مطولة أمام لجنة العدل في مجلس العموم بشأن هذه المسألة.
في 25 تموز, ذكرت قناة سي تي في نيوز أن العلاقات بين ويلسون-رايبولد ورئيس الوزراء بدأت في التدهور لأول مرة في عام 2017, عندما اختلف ترودو مع توصية ويلسون رايبولد بتعيين قاضي مانيتوبا المحافظ جلين جويال في المحكمة العليا لكندا. واستند التقرير إلى تقارير سابقة نشرتها وكالة الأنباء الكندية التي اعتمدت على مصادر مجهولة «في وضع جيد». نفى ويلسون رايبولد لسي تي في نيوز وجود أي نزاع حول توصية المحكمة العليا. يشير التقرير إلى أن رئيس الوزراء ربما كانت لديه أسباب لا علاقة لها بقضية SNC-Lavalin لإخراج ويلسون رايبولد من حقيبة العدل. في عموده في National Post, شكك أندرو كوين في هذا الاستنتاج, مشيراً إلى أن ترودو ادعى في الأصل أن ويلسون رايبولد «سيظل [المدعي العام] اليوم» لو لم يستقيل سكوت بريسون واستلزم تغييراً وزارياً.
ووصف النائب المحافظ بيتر كينت التسريب بأنه «عمل يائس مثير للاشمئزاز» وقال إنه لا يمكن أن يأتي إلا من شخص كان يعمل أو يعمل حالياً في مكتب رئيس الوزراء. كما اتهم باول ولز من ماكلينز حكومة ترودو بأنها مصدر التسريب. واقترح كذلك أن التسريب كان محاولة لإلحاق الضرر بويلسون-رايبولد وكذريعة لإزالتها من التجمع الليبرالي في المستقبل. بعد نشر تفاصيل عملية التعيين القضائي, أدان ويلسون رايبولد التسريبات ودعا إلى تحقيق مستقل. رفض ترودو في البداية إنكار تورط مكتبه في التسريبات. في اليوم التالي, قال إن مكتبه لم يلعب «أي دور في التسريب».
في 29 تموز, تم إطلاق مكالمة هاتفية, سجلتها ويلسون رايبولد سراً, بينها وبين كاتب مجلس الملكة الخاص مايكل ويرنيك, حيث أخبر ويرنيك ويلسون رايبولد أن ترودو أراد إرجاء اتفاق الملاحقة القضائية لـ SNC-Lavalin «بطريقة أو بأخرى». ورافقت المكالمة تقديم أربعين صفحة مكملة لشهادتها الأصلية, بما في ذلك نسخ من النصوص ورسائل البريد الإلكتروني, تحدد وجهة نظر ويلسون رايبولد للأحداث.
في 2 نيسان 2019, طرد ترودو ويلسون رايبولد من التجمع الحزبي الليبرالي في مجلس العموم وجردها من ترشيح الحزب الليبرالي للانتخابات الفيدرالية الكندية لعام 2019, مشيرة إلى تسجيلها سرا لمحادثاتها مع كاتب مجلس الملكة الخاص على أنها «غير معقول». وأدان قادة أحزاب المعارضة هذه الخطوة, حيث قال زعيم حزب المحافظين أندرو شير, «إذا قلت الحقيقة, فلا مكان لك في الحزب الليبرالي». قال زعيم الحزب الديمقراطي الجديد جاجميت سينج إن ويلسون رايبولد حاولت «وضع النزاهة وما هو مناسب للكنديين بشأن ما يساعد الليبراليين» وإنها «تستحق الأفضل», وقالت الزعيمة الخضراء إليزابيث ماي إن ويلسون رايبولد أظهر الشرف والنزاهة فيها. العمل, وأن «القوانين لم تنتهك لأنها تمسكت».

#### تقرير مفوض الأخلاق
في 14 أغسطس 2019, أصدر ماريو ديون, مفوض تضارب المصالح والأخلاقيات, تقريراً قال إن ترودو خالف القسم 9 من قانون تضارب المصالح من خلال الضغط غير المناسب على ويلسون رايبولد. يفصل التقرير جهود الضغط التي بذلتها شركة SNC-Lavalin للتأثير على الملاحقة القضائية منذ شباط 2016 على الأقل, بما في ذلك جهود الضغط لسن تشريع مؤجل لاتفاقية الملاحقة القضائية (DPA). يحلل التقرير اهتمامات شركة SNC-Lavalin ووجد أن جهود الضغط دفعت المصالح الخاصة للشركة, بدلاً من المصالح العامة. يناقش قسم التحليل في التقرير موضوعات استقلالية الادعاء وعقيدة شوكروس (الدور المزدوج للمدعي العام) لاستنتاج أن التأثير كان غير لائق وانتهاكاً لقانون تضارب المصالح.
رداً على التقرير, قال ترودو إنه قبله وتحمل المسؤولية لكنه اختلف مع نتائجه. وجدد أندرو شير دعواته لإجراء تحقيق من قبل شرطة الخيالة الملكية الكندية (RCMP), بينما كررت إليزابيث ماي وجاجميت سينغ دعواتهما لإجراء تحقيق. ورفض متحدث باسم شرطة الخيالة الملكية الكندية تأكيد أو نفي ما إذا كان التحقيق جاريا, قائلا إن قوة الشرطة تراجع الحقائق بعناية وستتخذ «الإجراءات المناسبة حسب الاقتضاء».
بعد نشر التقرير, أصدرت ويلسون رايبولد بياناً قالت فيه إنه إثبات لمواقفها بشأن استقلالية الادعاء ودور المدعي العام. وذكرت أن التقرير يؤكد أنها تصرفت بشكل لائق في جميع الأوقات وأن موظفي ديوان رئيس الوزراء تصرفوا بشكل غير لائق.

### انتخابات 2019
قبل عزلها من المؤتمر الحزبي, قالت ويلسون رايبولد إنها ستخوض الانتخابات كمرشح ليبرالي عن فانكوفر جرانفيل في الانتخابات الفيدرالية لعام 2019. عندما تمت إزالتها من التجمع, تم تجريدها أيضاً من ترشيح الحزب الليبرالي. في 27 مايو, أعلنت ويلسون رايبولد أنها سوف ترشح نفسها لإعادة انتخابها كمرشحة مستقلة.
في 24 تموز 2019, أُعلن أن ويلسون رايبولد سيصدر كتاباً حول كيفية المضي قدماً في المصالحة مع الشعوب الأصلية. صدر الكتاب من قبل UBC Press في 20 أيلول.
في 21 تشرين الأول 2019 هزم ويلسون رايبولد المرشح الليبرالي طالب نور محمد بـ3,177 أصوات.

## الجوائز والتقدير
في عام 2011, مُنحت ويلسون رايبولد جائزة Minerva Foundation for BC Women. في عام 2012, حصلت على جائزة الخريجين المتميزين من جامعة فيكتوريا . كما تم تضمينها في "Power 50" لمجلة فانكوفر (2012 و 2014). في عام 2015, تم اختيار ويلسون-رايبولد من قبل مجلس التنوع في المجلس الكندي كمرشح للتنوع 50, وهي قائمة تضم المرشحين الأكثر تنوعًا في كندا.
في 6 نيسان 2017, حصلت ويلسون رايبولد على جائزة المجلس الكندي لأعمال السكان الأصليين الافتتاحية, ونساء السكان الأصليين في القيادة. الفائزة بجائزة عام 2018 كانت روبرتا إل.جاميسون, أول امرأة من الأمة الأولى في كندا تحصل على شهادة في القانون, والرئيس والمدير التنفيذي لشركة Indspire.
ظهرت ويلسون-رايبولد في كتاب بولينا كاميرون الصادر في عام 2017 بعنوان كندا 150 امرأة: محادثات مع القادة والأبطال والبارزات, والذي يلخص الإنجازات والنضالات التي واجهتها النماذج النسائية الرائدة.
في عام 2017, حصل ويلسون-رايبولد على جائزة صانع السياسات للعام من قبل معهد ماكدونالد-لوريير. ظهرت في إصدار كانون الأول 2017 من مجلتهم "Inside Policy".
في عام 2018, تم الاعتراف بويلسون-رايبولد من قبل جمعية القانون النسائي بجامعة هارفارد كأحد التكريم في يوم المرأة العالمي لعام 2018  وقدمت خطاباً رئيسياً في الحدث السنوي.
كرمت MADD Canada ويلسون-رايبولد باعتبارها حاصلة على جائزة Citizen of Distinction لعام 2018 لجهودها المتميزة لتعزيز قوانين القيادة المعطلة في كندا, ولا سيما مساهماتها في تقديم مشروع قانون C-46. تُمنح جائزة Citizen of Distinction سنوياً للأفراد أو الجماعات أو المنظمات التي قدمت مساهمة إقليمية / إقليمية أو وطنية رئيسية لحركة القيادة ضد الإعاقة في كندا, مما يترك إرثاً دائماً في مجالات البحث والوقاية والتعليم والقانون قضايا أو قضايا الضحايا.
في 7 تموز 2018, كشفت ويلسون رايبولد, جنباً إلى جنب مع القاضية سيلفيا فرنانديز دي جورمندي, رئيسة المحكمة الجنائية الدولية, النقاب عن إنويت إينوكشوك الذي تم التبرع به للمحكمة الجنائية الدولية من قبل حكومة كندا للاحتفال بدعم كندا للمحكمة الجنائية الدولية. المحكمة الجنائية الدولية. تم إزاحة الستار عن مقر المحكمة الجنائية الدولية في لاهاي.

## روابط خارجية
- سيرة مجلس العموم
- موقع الانتخابات نسخة محفوظة 13 يونيو 2019 على موقع واي باك مشين.